# Bulgarien i olympiska sommarspelen 1996
Bulgarien deltog i de olympiska sommarspelen 1996 med en trupp bestående av 110 deltagare, och landet tog totalt 15 medaljer.

## Boxning
Lätt flugvikt
- Daniel Petrov →  Guld
  - Första omgången — Bye
  - Andra omgången — Besegrade Nshan Munchyan (Armenien), 11-5
  - Kvartsfinal — Besegrade Somrot Kamsing (Thailand), 18-6
  - Semifinal — Besegrade Oleg Kiryukhin (Ukraina), 17-8
  - Final — Besegrade Mansueto Velasco (Filippinerna), 19-6

Flugvikt
- Yuliyan Strogov
  - Första omgången — Förlorade mot Damaen Kelly (Irland), 11-12

Bantamvikt
- Aleksandar Khristov
  - Första omgången — Förlorade mot Carlos Barreto (Venezuela), 3-9

Fjädervikt
- Serafim Todorov →  Silver
  - Första omgången — Besegrade Evgenii Shestakov (Ukraina), 11-4
  - Andra omgången — Besegrade Robert Peden (Australien), 20-8
  - Kvartsfinal — Besegrade Falk Huste (Tyskland), 14-6
  - Semifinal — Besegrade Floyd Mayweather Jr. (USA), 10-9
  - Final — Förlorade mot Kamsing Somluck (Thailand), 5-8

Lättvikt
- Tontcho Tontchev →  Silver
  - Första omgången — Besegrade Oktavian Taykou (Moldavien), domaren stoppade matchen
  - Andra omgången — Besegrade Dennis Zimba (Zambia), 17-9
  - Kvartsfinal — Besegrade Michael Strange (Kanada), 16-10
  - Semifinal — Besegrade Terrance Cauthen (USA), 15-12
  - Final — Förlorade mot Hocine Soltani (Algeriet), 3-3 (domarbeslut)

Lätt weltervikt
- Radoslav Suslekov
  - Första omgången — Lost to Moghimi Babak (Iran), 3-11

## Bågskytte
Herrarnas individuella
- Stefan Mliakov → 32-delsfinal, 45:e plats (0-1)

## Friidrott
Herrarnas längdhopp
- Ivaylo Mladenov
  - Kval — NM (→ gick inte vidare)

Herrarnas maraton
- Khristo Stefanov — 2:18,29 (→ 30:e plats)

- Petko Stefanov — 2:29,06 (→ 80:e plats)

Damernas höjdhopp
- Stefka Kostadinova
  - Kval — 1,93m
  - Final — 2,05m (→  Guld)

- Venelina Veneva
  - Kval — 1,80m (→ gick inte vidare)

Damernas spjutkastning
- Sonya Radicheva
  - Kval — startade inte (→ gick inte vidare)

Damernas diskuskastning
- Atanaska Angelova
  - Kval — 59,82m (→ gick inte vidare)

Damernas kulstötning
- Svetla Mitkova
  - Kval — 17,48m (→ gick inte vidare)

Damernas längdhopp
- Iva Prandzheva
  - Kval — 6,62m
  - Final — 6,82m (→ 7:e plats)

Damernas tresteg
- Iva Prandsjeva
  - Kval — 14,61m
  - Final — 14,92m (→ 4:e plats)

## Fäktning
Herrarnas värja
- Iliya Mechkov

Damernas florett
- Anna Angelova
- Ivana Georgieva

## Simhopp
Damernas 10 m
- Radoslava Georgieva
  - Semifinal — 402,54 poäng (→  16:e plats)

## Tennis
Damsingel
- Magdalena Maleeva
  - Första omgången — Besegrade Rennae Stubbs (Australien) 6-2 6-1
  - Andra omgången — Besegrade Florencia Labat (Argentina) 7-6 6-1
  - Tredje omgången — Förlorade mot Kimiko Date (Japan) 4-6 4-6